# Данијел Бем
Данијел Бем (Клаустал-Целерфелд 16. јун 1986) бивши је немачки биатлонац. Као део немачке штафете на Зимским олимпијским играма 2014. у Сочију освојио је сребрну медаљу, а на Светском првенство 2015. златну. На ЗОИ у Сочију такмичио се и у дисциплини 20 км појединачно где је заузео 10. место. На Европским првенствима освојио је пет златних медаља (три појединачне и две у штафети).